# Druckerei Joh. Walch

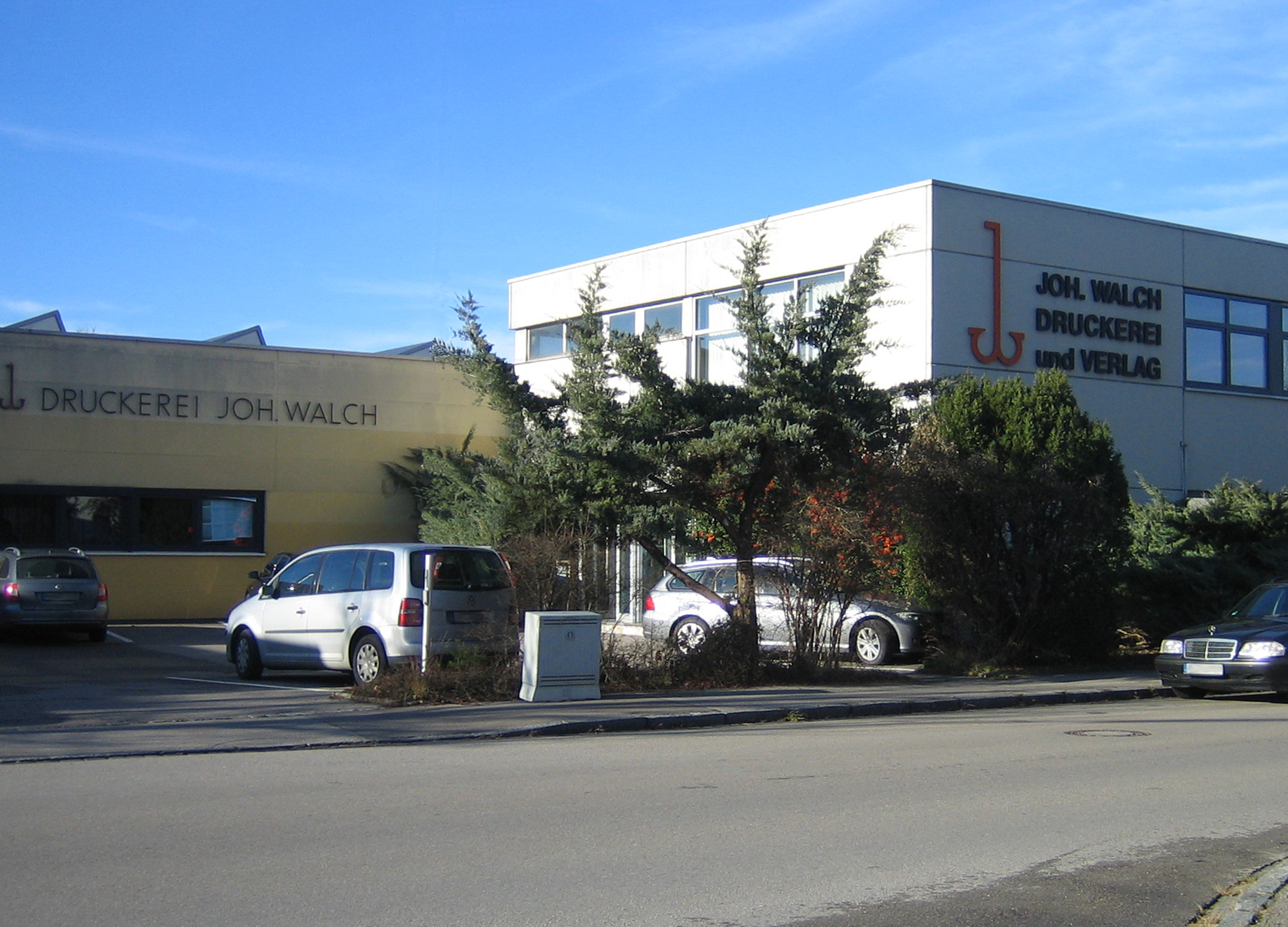
Gebäude der Druckerei Joh. Walch in Augsburg (2015)

Die Druckerei Joh. Walch in Augsburg ist eine in den 1750er Jahren begründete Druckerei sowie ein Verlag, der insbesondere im 18. und 19. Jahrhundert als bedeutender Landkartenverlag hervortrat. Der bereits mehr als ein Vierteljahrtausend als Familienunternehmen geführte Betrieb wurde Ende des 20. Jahrhunderts aufgeteilt in eine Druckerei sowie einen Fachverlag.

## Geschichte

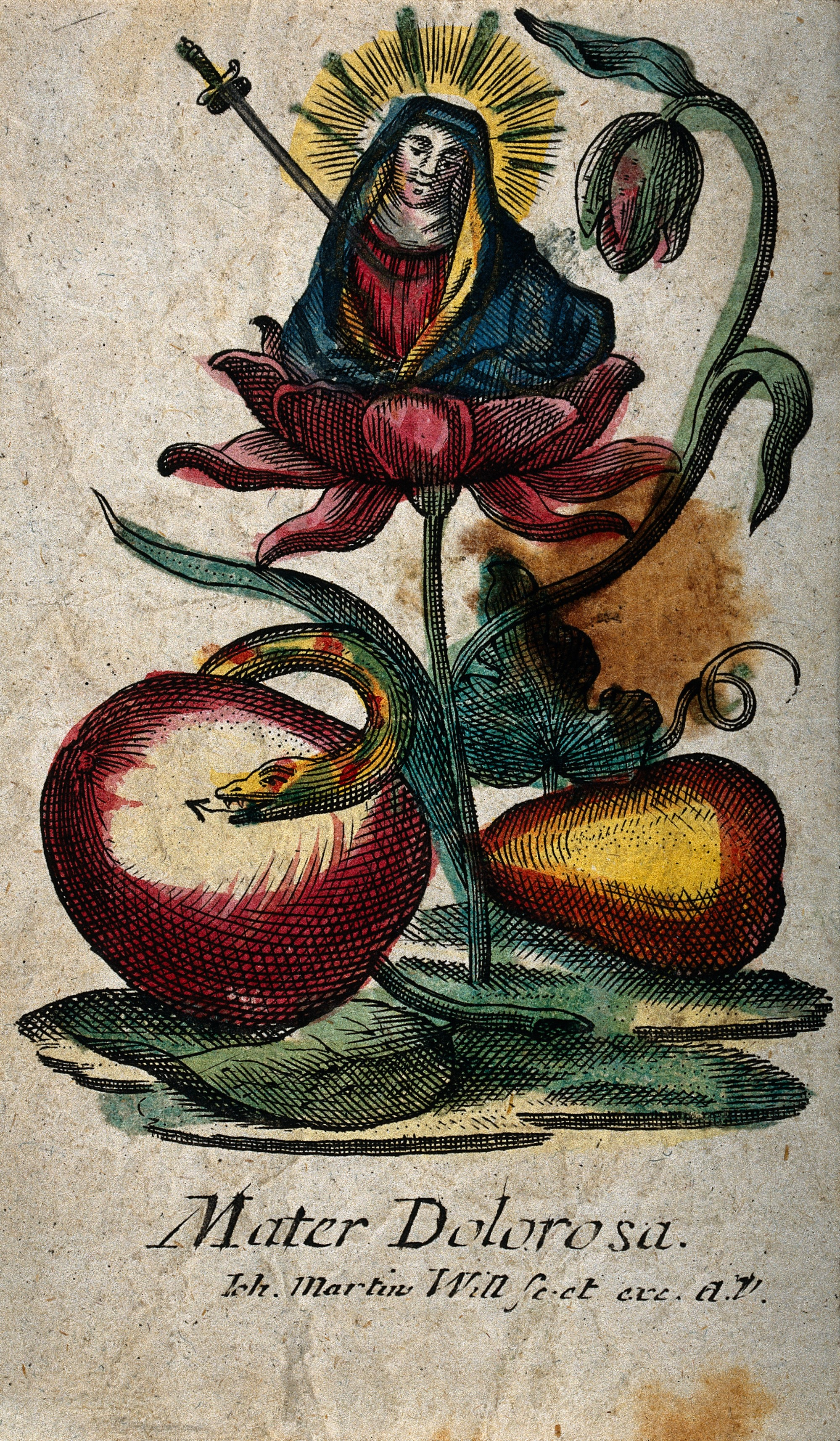
Andachtsbild, signiert Ioh. Martin Will

„Koenigreich Boeheim“, kolorierte Landkarte, 1798, „neu verzeichnet, herausgegeben von Joh. Walch in Augsburg“

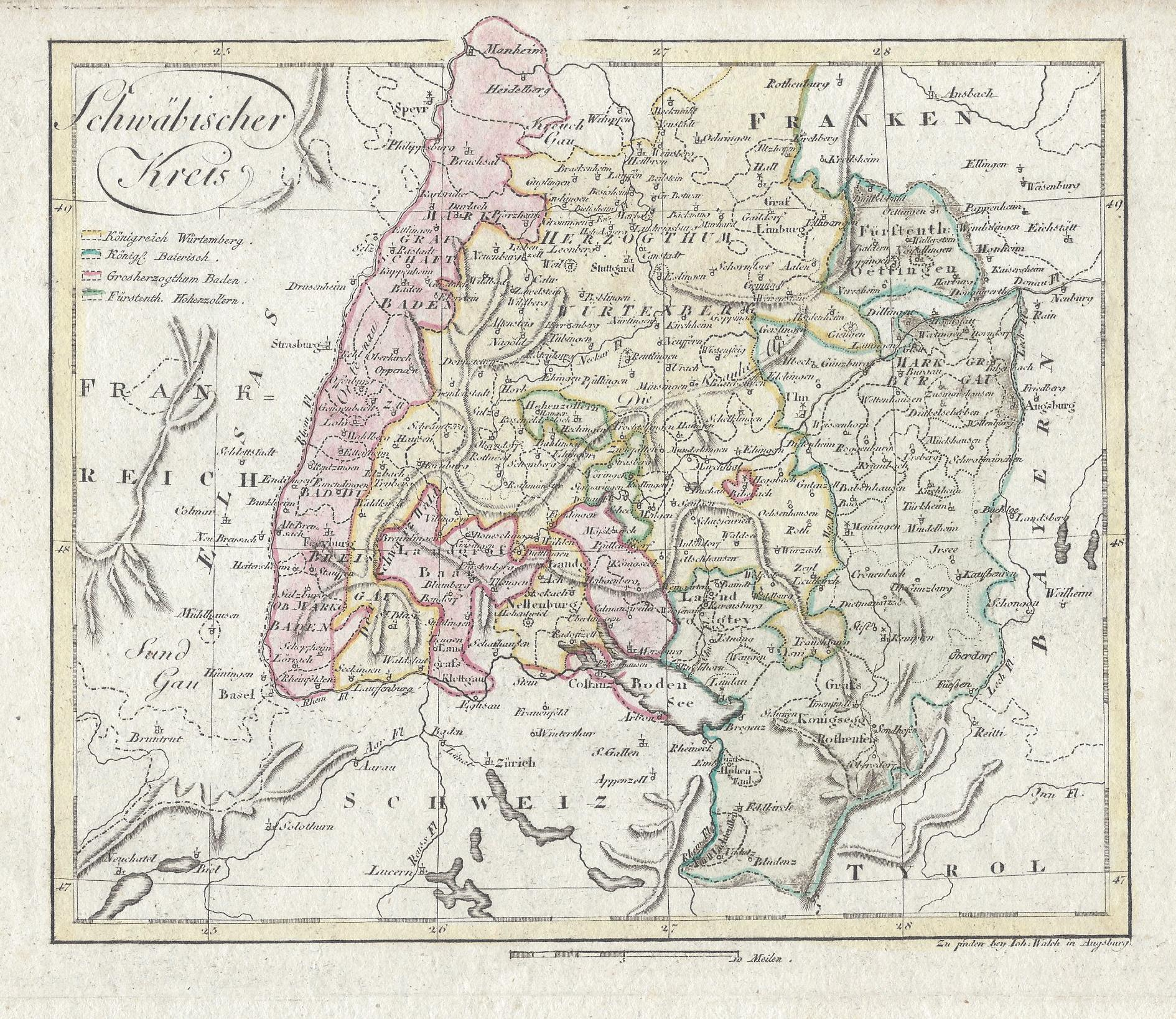
„Schwäbischer Kreis“, kolorierte Landkarte, 1805, „zu finden bey Ioh. Walch in Augsburg“

Der Stammbaum der aus Kempten (Allgäu) stammenden protestantischen Familie lässt sich bis mindestens ins Jahr 1669 zurückverfolgen mit der Geburt von Johannes Walch (1669–1748), Nadler und Ratsherr in Kempten und Vater des Kaufmanns und Amateur-Malers und -Kupferstechers Sebastian Walch (1721–1748). Namensgeber des Familienunternehmens war jedoch der Miniaturmaler und Kupferstecher Johann Walch (1757–1788), der gemeinsam mit seinem Schwiegervater Johann Martin Will (1727–1806), dem eigentlichen Unternehmensgründer des Hauses Walch, von dem Kupferstecher Gustav Conrad Lotter (1746–1776) im Jahr 1789 dessen Erbe gekauft hatte, das Material der von den Verlegern und Kupferstechern Matthäus Seutter und Tobias Conrad Lotter begründeten Kartenverlage, fast 25000 einzelne Kartenblätter und 208 Kupferplatten. So schufen Will und Walch die Voraussetzungen, dass die Tradition des neuzeitlichen Landkartendruckes bis um 1850 in Augsburg fortgeführt werden konnte. Sie verlegten aber etwa auch Andachtsbilder, nachdem diese zuvor teils jahrhundertelang durch die katholischen Familien Frehling, Gleich, Schön und Hutter gehandelt worden waren. Auch die ansässige Bevölkerung, teils bis zum Eingang des Geschäftes am Oberen Graben, arbeitete für Walch: Von ihm entworfene, zum Teil etwa kleinste Rundbildchen, wurden von Frauen in Heimarbeit „illuminiert“.
Fortgeführt wurde der Betrieb durch Johann Sebastian Walch (1787–1840), der den ererbten Landkartenverlag („Joh. Walch’sche Landkarten Handlung“) um eine Stein- und Buchdruckerei erweiterte. Unter dessen ältestem Sohn Adolf Walch (* 21. August 1815, † 12. Juli 1886) wurde auch die Produktion der Stanzspitzenbilder weitergeführt, insbesondere aber die Herstellung von Hauchbildern.
Nachdem Adolf Walch der Jüngere (* 14. Juli 1854, † 5. Mai 1932) 1887 Margaretha Reichenbach geheiratet hatte, eine Tochter von Carl August Reichenbach, Drucker und Mitbegründer der Maschinenfabrik Augsburg-Nürnberg (MAN), wurde die Druckerei Joh. Walch vom bisherigen Standort Rossmarkt auf das Anwesen Reichenbachs verlegt unter der Adresse Zeuggasse 1. Hingegen verblieb der Kunstverlag, seinerzeit von Adolfs Schwester Regine geleitet, am Oberen Graben.
Ab 1928 leitet Karl, der Sohn von Adolfs jüngstem Bruder Carl, die Druckerei. Carl Walch übernahm 1930 die Firma und gründete den „Schwabenland-Verlag“, der 1936 aus politischen Gründen wieder eingestellt wird. Zwischen 1934 und 1941/42 druckt Walch die kulturpolitische NS-Zeitschrift „Schwabenland“.
Im Jahr 1959 erwarb die Druckerei Joh. Walch den Verlag Werbedienst. 1963 trat der dritte Sohn von Karl Walch, Karl-Veit Walch, in die Firma ein und übernahm 1965 die Geschäftsführung. Er baut die Herstellung von Warenkatalogen für den Bürobedarf aus. 1968 trat auch sein Bruder Heinz Walch in die Geschäftsleitung ein. Sie erwarben 1973 den, 1951 gegründeten, Perlach-Verlag, in dem 1985 auch das Augsburger Stadtlexikon erschien, dessen Rechte später der Wißner-Verlag erwarb.
Nachdem die Großproduktion der Druckerei bereits 1974 nach Haunstetten verlegt worden war, wurde das Unternehmen 1998 unter der Familie aufgeteilt in einen Druckereibetrieb einerseits und den Fachverlag Walch mit Perlach-Verlag andererseits. Die Druckerei Joh. Walch ist Mitherausgeber der Zeitschrift Tatendrang. Magazin von Unternehmern für Unternehmer.